# جورج ماير
جورج ماير (بالألمانية: Georg Meier) مواليد 9 نوفمبر 1910 - الوفاة 19 فبراير 1999، كان متسابق دراجات نارية ألماني اشتهر بكونه أول أجنبي يفوز بكأس جزيرة مان السياحية وذلك سنة 1939 حيث كان يمثل فريق بي إم دبليو.

## روابط خارجية
- جورج ماير على موقع Racing-Reference.info (الإنجليزية)
- جورج ماير على موقع DriverDB.com (الإنجليزية)